# Burnt River (Ontario)
Pour les articles homonymes, voir Burnt River.
Burnt River est un hameau situé dans l'ancien Township de Somerville, rattaché à la ville de Kawartha Lakes en Ontario au Canada.
La communauté est située sur les rives de la rivière du même nom.
Sa population était de 250 habitants en 2005.

## Historique
Fondé dans les années 1830, le nom d'origine était « Rettie's Crossing », d'après le nom du fondateur Alexander Rettie.
Dans les années 1920, la station d'essence située au milieu du village a été percuté par une Ford T, provoquant un important incendie. Peu de temps après cet évènement, le bureau de poste a changé de nom pour devenir Burnt River.
La rivière a connu plusieurs épisodes de crues, et en particulier en 2013 la zone a connu d'importantes inondations qui ont conduit à la déclaration de l'état d'urgence.